# كسوبيات
الكسوبيات (الاسم العلمي: Monotropoideae)، فُصيلة نباتات مُزهرة من رتبة الخلنجيات وفصيلة الخلنجية.

## الوصف
تتمتع الكسوبيات بمظهر مذهل ومميز، حيث يتراوح لونها من الأبيض النقي إلى درجات ألوان الباستيل إلى الأصفر الفاتح جدًا أو الأحمر.